# Liga dżentelmenów (serial telewizyjny)
Liga dżentelmenów (ang. The League of Gentlemen) – brytyjski serial komediowy emitowany po raz pierwszy w latach 1999–2002 na antenie BBC Two. Wyprodukowano trzy serie po 6 półgodzinnych odcinków oraz godzinny świąteczny odcinek specjalny. W Polsce był pokazywany w wersji z napisami na kanale BBC Prime (w tym tłumaczeniu polski tytuł brzmiał Pcin Dolny), także w Wizji 1 go pokazano, ale z dubbingiem. Dwie pierwsze serie wydano także na DVD z polskim lektorem (już jako Ligę dżentelmenów) w serii Ministerstwo Brytyjskiego Humoru.
Tytuł serialu nie ma wiele wspólnego z jego fabułą, lecz jest po prostu nazwą przygotowującej go grupy komików w składzie: Mark Gatiss, Steve Pemberton, Reece Shearsmith (aktorzy i scenarzyści) oraz Jeremy Dyson (scenarzysta). Nazwa pochodzi od brytyjskiego filmu kryminalnego z 1959 pod takim właśnie tytułem. W 1994 rozpoczęli oni wspólne występy sceniczne, a w 1997 przygotowali dla BBC Radio 4 sześcioodcinkowe słuchowisko W miasteczku z Ligą Dżentelmenów (ang. On the town with the League of Gentlemen), którego fabuła była zbliżona do późniejszego serialu telewizyjnego.
Według większości krytyków Liga dżentelmenów sytuuje się w klasyfikacji komediowych gatunków gdzieś między programami typu sketch show (np. Latający cyrk Monty Pythona) a klasycznymi sitcomami z wyraźnie zarysowaną osią fabularną. Akcja rozgrywa się w fikcyjnym miasteczku Royston Vasey – w każdym z odcinków jedno z pierwszych ujęć pokazuje tablicę z nazwą miejscowości i podpisem "Nigdy stąd już nie wyjedziesz" (ang. You'll never leave). Odcinki mają formę bloków luźno powiązanych ze sobą skeczy, w których występuje bogata galeria różnych dziwacznych postaci zamieszkujących miasteczko. Wszystkie role w serialu, także kobiece, grają, wykorzystując wiele wersji kostiumów i charakteryzacji, trzej mężczyźni: Gatiss, Pemberton i Shearsmith. W serialu utrzymywana jest aura absurdalnej makabreski i dominuje daleko posunięty, nawet jak na standardy brytyjskie, czarny humor. W trzeciej serii konwencja nieco się zmienia – każdy odcinek skupia się na losach jednego z bohaterów, których losy zazębiają się za sprawą ostatniej sceny – wspólnej dla wszystkich odcinków serii.
Od czasu zakończenia emisji serialu w grudniu 2002 grupa odbyła dwie trasy po Wielkiej Brytanii, a także zrealizowała film fabularny ang. The League of Gentlemen's Apocalypse.

## Wersja polska
Opracowanie: Master Film

Reżyseria: Waldemar Modestowicz

Dialogi: Joanna Klimkiewicz

Wystąpili:
- Grzegorz Wons
- Wojciech Paszkowski
- Zbigniew Suszyński
- Dariusz Odija
- Tomasz Marzecki
- Teresa Lipowska

## Międzynarodowa emisja
| Kraj            | Stacja                | Tytuł                   |
| --------------- | --------------------- | ----------------------- |
| Chorwacja       | Nova TV               | Muška družba            |
| Francja         | Comédie !             | Le Club des Gentlemen   |
| Polska          | BBC Prime Wizja Jeden | Pcin Dolny              |
| Wielka Brytania | BBC Two               | The League of Gentlemen |
| Włochy          | BBC Prime Jimmy       | The League of Gentlemen |